# 相川村 (愛知県)
相川村（あいかわむら）は、愛知県渥美郡にあった村。現在の田原市の一部にあたる。

## 地理
蜆川の流域に位置していた。
- 海洋：田原湾[2]

## 歴史
- 1889年（明治22年）10月1日、町村制の施行により、渥美郡谷熊村、豊島村、六連村（一部）が合併して村制施行し、相川村が発足[1][2]。旧村名を継承した谷熊、豊島、六連の3大字を編成[2]。
- 1906年（明治39年）7月16日、渥美郡田原町、童浦村、大久保村と合併し、田原町が存続して廃止された[1][2]。

### 地名の由来
蜆川、仁皇川に沿って形成された村であるため。

## 産業
- 農業[3]